# Партия Вануаку
Партия Вануаку (бислама Vanua’aku Pati, «партия нашей земли») — левая политическая партия Вануату. Была первой политической силой, принявшей идеи меланезийского социализма. Партия поддерживает социалистическую экономическую политику; её электорат состоит в основном из англоговорящих граждан. На парламентских выборах 6 июля 2004 года партия получила 8 мест (на 6 меньше, чем на предыдущих) из 52.

## История
Партия была основана в начале 1970-х годов Уолтером Лини и группой интеллектуалов под названием Культурная ассоциация Новых Гебрид и была известна до 1974 года как Национальная партия Новых Гебрид (или Новогебридская национальная партия). 
На выборах 1975 года в Представительную ассамблею Новых Гебрид, тогда ещё находившихся в франко-британском кондоминиуме, партия получила 60% мест и потребовала предоставления самоуправления архипелагу. Поскольку власти не пошли ей навстречу, следующие выборы 1977 года партия Вануаку бойкотировала, параллельно представив собственное Временное правительство — и Новые Гебриды некоторое время просуществовали в условиях двоевластия, пока не был вынесен вотум недоверия официальному правительству и не было сформировано правительство национального единства с участием представителей Партии Вануаку. 
Партия выиграла парламентские выборы 1979 года (получив 63% голосов, заняв 26 мест из 32 и победив консервативный Союз умеренных партий), проводившиеся за год до объявления независимости, и её лидер стал главным министром.
Страна получила независимость в 1980 году, и Лини стал первым премьер-министром Вануату, оставаясь в посту до 1991 года. В 1991 году партия раскололась, и Лини был среди тех, кто покинул партию и перешёл в Национальную объединённую партию (тоже левоцентристскую и ориентирующуюся на англофонных избирателей). Несмотря на потерю кадров, партия сохранила свою силу. В течение следующего десятилетия члены партии Дональд Калпокас и Эдуард Натапеи были премьер-министрами Вануату. Партия начала терять места, начиная с конца 1990-х годов: 18 мест на выборах в 1998 году, 14 — в 2002 году, 8 — в 2004 году, что вынудило премьер-министра Натапеи уйти в отставку.
В 2004-2008 годах Вануаку поддерживала правительство брата Уолтера Лини Гама Лини из Национальной объединённой партии. После короткого перерыва партия вернулась к участию в коалиционном правительстве, состоявшем из членов Партии Вануаку и Национальной объединённой партии, в июле 2007 года, когда её лидер, прежний премьер-министр Эдуард Натапеи, стал заместителем премьер-министра. 
После всеобщих выборов 2 сентября 2008 году Натапеи возглавил правительство, в которое также были приглашены представители Конфедерации зелёных, Наманги Аути и правого Союза умеренных партий. Лидер партии Вануаку находился на посту главы правительства до вотума недоверия 2 декабря 2010 года, после которого было сформировано новое коалиционное правительство во главе с Сато Килманом из Народной прогрессивной партии. Вануаку получила в нём один министерский портфель — министра образования.
На выборах 2012 года партия потеряла три места в парламенте, но осталась в нём крупнейшей. Однако на выборах 2016 года падение продолжилось, и у всё ещё занимающей первую строчку Вануаку оказалось поровну мест с Союзом умеренных партий.